# Higuera
Higuera è un comune spagnolo di 100 abitanti situato nella comunità autonoma dell'Estremadura.